# ويليام ر. سيمبسون
ويليام ر. سيمبسون (بالإنجليزية: William R. Simpson)‏ هو كيميائي أمريكي، ولد في 25 يوليو 1966.